# Index.hu
Index.hu (häufig nur Index) ist ein ungarisches Nachrichtenportal mit Sitz in Budapest. Es wurde 1999 gegründet und ist mit etwa 1,5 Millionen Abrufen pro Tag (Stand: Juni 2018) die am häufigsten besuchte Nachrichten-Website in Ungarn.

## Geschichte

### Entstehung und Vorläufer
Index ging aus dem Nachrichtenportal Internettó hervor, das 1995 das erste ungarische Nachrichtenportal im World Wide Web war und mehrere Jahre lang die meistgenutzte Nachrichten-Website in Ungarn blieb. Wegen „konzeptioneller Differenzen“ mit dem Eigentümer IDG Hungary verließ der Großteil der Redakteure im Mai 1999 das Portal und gründete Index, dessen erster Chefredakteur András Nyírő wurde. Im Jahr 2001 war Index hinter dem Nachrichtenportal Origo die Website mit den zweitmeisten Aufrufen in Ungarn und hatte im Land einen Marktanteil von 25 Prozent bei der Internetwerbung.

### Eigentümerwechsel in der 2000er und 2010er Jahren
Trotz der hohen Leserzahlen stand das Unternehmen 2001/02 kurz vor dem Konkurs, bevor im März 2002 der Mischkonzern Wallis Rt. unter Vorsitz von Gordon Bajnai 31 Prozent der Anteile erwarb und in den folgenden Jahren zum alleinigen Eigner wurde. Im Jahr 2005 kaufte der Geschäftsmann Kristóf Nobilis mit seiner Firma Sydinvest Kft. alle Anteile an Index.hu. Ein Jahr später erwarb der OTP-Bank-Manager Zoltán Spéder, der der damaligen Oppositionspartei Fidesz nahestand, einige Anteile, nachdem bereits zuvor spekuliert worden war, dass er hinter der Übernahme durch Nobilis stünde.
Nach dem Wahlsieg des Fidesz bei der Parlamentswahl 2010 befürchtete die Redaktion politischen Druck auf ihre Arbeit. Der langjährige Chefredakteur Péter Uj trat 2011 zurück und begründete dies später damit, dass er einen Redakteur aufgrund eines regierungskritischen Artikels habe entlassen müssen. Eine Gruppe von Redakteuren um Uj gründete 2013 das Portal 444.hu. Nachdem damit abermals ein großer Teil der Redaktion Index verlassen hatte, richtete sich das Portal mit seinen neuen Mitarbeitern stärker auf den Investigativjournalismus aus.
Am 20. Juli 2017 erwarb die Stiftung Magyar Fejlődésért Alapítvány (MFA, deutsch Stiftung für ungarische Entwicklung) das Nachrichtenportal, woraufhin die gesamte Geschäftsführung zurücktrat. Hinter der Übernahme stand der Unternehmer Lajos Simicska, ein ehemaliger Unterstützer Viktor Orbáns, der zwei Jahre zuvor offen mit diesem gebrochen hatte. Er hatte bereits 2014 mit seiner Firma Pro-Ráta Kft. eine Kaufoption an Index erworben. Um die Unabhängigkeit des Portals zu wahren, wurde der Medienanwalt und langjährige Hausjurist László Bodolai als Kurator der Stiftung eingesetzt.

### Index „in Gefahr“
Im September 2018 resümierte die Index-Redaktion in einem offenen Brief, dass die redaktionelle und personelle Unabhängigkeit bislang durch die Stiftung gewahrt sei. Allerdings sah sie in einem Eigentümerwechsel bei der Firma, die das Anzeigengeschäft und die IT von Index verwaltete, zunehmenden Druck von außen. Daher veröffentlichte die Redaktion auf einer separaten Website ein dreistufiges „Unabhängigkeits-Barometer“, das anzeigt, wie unabhängig die Berichterstattung ihrer eigener Einschätzung nach derzeit ist.
Am 21. Juni 2020 setzte der Chefredakteur Szabolcs Dull das Barometer erstmals auf „in Gefahr“, was ein internationales Medienecho hervorrief. Als unmittelbaren Grund dafür nannte 444.hu Pläne, die Index-Redaktion aufzulösen und ihren größten Teil auf externe Firmen zu verteilen. Zuvor hatte im März 2020 der Geschäftsmann Miklós Vaszily, der für seine Arbeit für die Medienunternehmen von Lőrinc Mészáros bekannt ist, 50 Prozent der Anteile an der Firma Indamedia Sales Kft. übernommen, die für das Anzeigengeschäft von Index zuständig ist.
Einen Monat später, am 22. Juli 2020, wurde Dull von Bodolai entlassen, weil er interne Dokumente an andere Medien weitergegeben habe. Nach Einschätzung eines Artikels der Deutschen Welle sei die Entlassung hingegen „mutmaßlich unter Vorwänden“ erfolgt. Die Redaktion sah in dem Vorgang „einen offenen Versuch, Druck auf Index.hu auszuüben“ und forderte, Dull auf seinem Posten wieder einzusetzen. Schließlich traten am 24. Juli 2020 über 80 Journalisten sowie die gesamte Redaktionsleitung von ihren Posten zurück. Am selben Tag protestierten mehrere Tausend Menschen in Budapest für die Pressefreiheit. Eine Gruppe ehemaliger Index-Mitarbeitende startet ein leserfinanziertes Online-Nachrichtenportal Telex.